# Mimobolbus nigrum
Mimobolbus nigrum är en skalbaggsart som beskrevs av Louis Albert Péringuey 1908. Mimobolbus nigrum ingår i släktet Mimobolbus och familjen Bolboceratidae. Inga underarter finns listade i Catalogue of Life.